# Somebeachsomewhere
Somebeachsomewhere, född 25 maj 2005, död 14 januari 2018, var en amerikansk standardhäst som tävlade i passlopp i Nordamerika. Han tränades av Brent MacGrath under större delen av sin karriär, och kördes av Paul MacDonell. Han tangerade bland annat världsrekordet för treåriga hingstar över 1 609 meter (en mile) på banan The Red Mile, med en tid på 1.46,4. Totalt sprang han in 3 221 299 CAD under sin tävlingskarriär. Under 2008 var han den häst som sprungit in mest pengar på en säsong med 2 448 003 CAD.

## Säsongen 2007
Somebeachsomewhere tävlingsdebuterade 2007 i kvalloppet till Battle of Waterloo, ett lopp på Grand River Raceway, där han blev spelad till andrafavorit. Han vann kvalloppet med tre längder. I finalloppet blev han favoritspelad, och vann sedan loppet och 300 000 CAD.
Han startade sedan i ett uttagningslopp till Metro Pace på Mohawk Racetrack. Somebeachsomewhere lottades till samma kvallopp som hästen Dali, som då var årets snabbaste tvååring. I loppet var Dali favoritspelad, men Somebeachsomewhere vann ändå loppet med 3,5 längder på tiden 1.52,1. Veckan efter kördes finalloppet med 1 000 000 CAD i förstapris. Somebeachsomewhere vann som favorit, och slog nytt världsrekord på tiden 1.49.3.
I slutet av säsongen som tvååring vann han ytterligare ett par insatslopp på Mohawk Racetrack: Champlain Stakes och Nasagaweya Stakes. Somebeachsomewhere tjänade 773 296 CAD under sitt första tävlingsår, och tog sex segrar på lika många starter.

## Säsongen 2008
Somebeachsomewhere planerades att göra sin första start för året den 17 maj i ett uttagningslopp till Ontario Sires Stakes på Mohawk Racetrack. Han ströks dock från loppet på grund av en skada. Innan årsdebutloppet i Burlington Stakes två veckor senare, var det många som undrade om hästens form innan loppet, men Somebeachsomewhere vann loppet, och var fortfarande obesegrad.
Efter loppet började Somebeachsomewhere att förberedas inför North America Cup, loppet med störst prissumma i Kanada, med 1 500 000 CAD i prissumma. Tränare Brent MacGrath hade fått rådet att inte träna hästen veckan innan kvalloppet, men han vann ändå enkelt på tiden 1.49.0. Under de nästkommande veckorna sa tränarna till de andra hästarna i finalheatet att det var ett lopp där de fick tävla om andrapriset. Somebeachsomewhere blev favoritspelad även i detta lopp, och vann med 2 3⁄4 längder på tiden 1.49,0.
Nästa start blev i Meadowlands Pace på Meadowlands Racetrack med 1 000 000 USD i prissumma, där han kom att möta hårt motstånd, bland annat i form av hästarna Badlands Nitro och Art Official. Han blev ändå favoritspelad i loppet, och gick ifrån under upploppet och vann med 4 1/2 längd, på sin bästa segertid i karriären, 1.48,3. Den följande veckan kom hans första (och enda) förlust, när han blev slagen med ett huvud av Art Official, på världsrekordtiden 1.47,0.
Somebeachsomewhere startade i lopp på Mohawk Racetrack den 3 augusti och 10 augusti och vann båda. Han reste sedan till Flamboro Downs för att tävla i Confederation Cup. Det var första gången han tävlade i heatlopp, och sprang mer än ett lopp på en dag. Han vann sitt kvalheat och kvalificerade sig till finalheatet, i vilket han blev lottad till ett andraspår. Han vann sedan finalheatet på tiden 1.49,2 och blev den första treåriga hästen som någonsin kört under 1.50,0 på en halvmilebana.

### Världsrekordförsök på The Red Mile
Tränare Brent MacGrath hade sagt att han ville förbereda denna häst för att slå världsrekord i Kentucky, och den 27 september 2008 delade han världsrekordtiden 1.46,4 på The Red Mile.
Den 25 oktober 2008 vann Somebeachsomewhere det sista loppet i Pacing Triple Crown när han vann Messenger Stakes på Yonkers Raceway.
Hans sista lopp i tävlingskarriären blev i Breeders Crown på Meadowlands Racetrack 2008, där han segrade i loppet för 3-åriga hingstar och valacker. Tränare Brent MacGrath anmälde senare Somebeachsomewhere till ett lopp på Dover Downs, vilket skulle bli hans första start på en 5⁄8 milebana. Hästen ströks dock på grund av feber.

### Slutet på tävlingskarriären
Somebeachsomewhere avslutade sin tävlingskarriär efter att han startat i 21 lopp och vunnit 20 av dem. Totalt sprang han in 3 221 299 CAD. Hans snabbaste tid var 1.46,4, som han sprang på The Red Mile i USA.

## Utmärkelser
Den 31 januari 2009 fick Somebeachsomewhere utmärkelsen O'Brien Award för årets bästa treåriga passångare. Han fick även motta Cam Fella Award och blev utsedd till Årets häst i Kanada. Den 12 januari 2010 blev han utvald till Decenniets häst (Harness Racing's Racehorse Of The Decade), som omfattade åren 2000–2009. Han blev invald i Kanadensiska Hall of Fame mindre än ett år efter sin sista start, och invald i Harness Racing Museum & Hall of Fame 2015.

## Efter tävlingskarriären
Efter sin tävlingskarriär blev Somebeachsomewhere avelshingst hos Hanover Shoe Farms i Pennsylvania, och parades med 160 ston under 2009. 
Han blev diagnostiserad med en cancertumör den 19 november 2017. Efter sex veckor av kemoterapi tvingades han att avlivas vid ett vetrinärbesök i New Jersey den 14 januari 2018, vid en ålder av 13 år.

## Karriär
| #  | Datum             | Lopp                                   | Bana         | Kusk           | Tränare              | Tid    | Plac. | Prissumma  |
| -- | ----------------- | -------------------------------------- | ------------ | -------------- | -------------------- | ------ | ----- | ---------- |
| -  | 8 juli 2007       | Kvallopp                               | Truro        | Brent MacGrath | Brent MacGrath       | 2:00.1 | 1     | $0         |
| -  | 1 juli 2007       | Kvallopp                               | Truro        | Brent MacGrath | Brent MacGrath       | 2:02.1 | 1     | $0         |
| -  | 24 juni 2007      | Kvallopp                               | Truro        | Brent MacGrath | Brent MacGrath       | 2:04.3 | 1     | $0         |
| 1  | 30 juli 2007      | Battle of Waterloo, kval               | Grand River  | Paul MacDonell | Jean Louis Arsenault | 1:54.2 | 1     | $24 000    |
| 2  | 6 augusti 2007    | Battle of Waterloo, final              | Grand River  | Paul MacDonell | Jean Louis Arsenault | 1:55.0 | 1     | $300 000   |
| 3  | 25 augusti 2007   | Metro Pace, kval                       | Mohawk       | Paul MacDonell | Jean Louis Arsenault | 1:52.1 | 1     | $40 000    |
| 4  | 1 september 2007  | Metro Pace, final                      | Mohawk       | Paul MacDonell | Jean Louis Arsenault | 1:49.3 | 1     | $1 000 000 |
| 5  | 8 september 2007  | Champlain Stakes                       | Mohawk       | Paul MacDonell | Jean Louis Arsenault | 1:51.0 | 1     | $115 884   |
| 6  | 15 september 2007 | Nasagaweya Stakes                      | Mohawk       | Paul MacDonell | Jean Louis Arsenault | 1:51.4 | 1     | $145 300   |
| -  | 5 maj 2008        | Kvallopp                               | Mohawk       | Paul MacDonell | Brent MacGrath       | 1:51.1 | 1     | $0         |
| 7  | 31 maj 2008       | Burlington Stakes                      | Mohawk       | Paul MacDonell | Brent MacGrath       | 1:51.3 | 1     | $100 000   |
| 8  | 7 juni 2008       | North America Cup, kval                | Mohawk       | Paul MacDonell | Brent MacGrath       | 1:49.0 | 1     | $50 000    |
| 9  | 14 juni 2008      | North America Cup, final               | Mohawk       | Paul MacDonell | Brent MacGrath       | 1:49.0 | 1     | $1 500 000 |
| 10 | 12 juli 2008      | Meadowlands Pace, kval                 | Meadowlands  | Paul MacDonell | Brent MacGrath       | 1:48.3 | 1     | $50 000    |
| 11 | 19 juli 2008      | Meadowlands Pace, final                | Meadowlands  | Paul MacDonell | Brent MacGrath       | 1:47.0 | 2     | $1 100 000 |
| 12 | 3 augusti 2008    | 3YO Open Pace                          | Mohawk       | Paul MacDonell | Brent MacGrath       | 1:49.0 | 1     | $50 000    |
| 13 | 10 augusti 2008   | Ontario Sire Stakes                    | Mohawk       | Paul MacDonell | Brent MacGrath       | 1:49.2 | 1     | $180 000   |
| 14 | 17 augusti 2008   | Confederation Cup, kval                | Flamboro     | Paul MacDonell | Brent MacGrath       | 1:51.3 | 1     | $50 000    |
| 15 | 17 augusti 2008   | Confederation Cup, final               | Flamboro     | Paul MacDonell | Brent MacGrath       | 1:49.2 | 1     | $493 000   |
| 16 | 6 september 2008  | Simcoe Stakes                          | Mohawk       | Paul MacDonell | Brent MacGrath       | 1:50.1 | 1     | $132 326   |
| 17 | 27 september 2008 | Bluegrass Stakes                       | The Red Mile | Paul MacDonell | Brent MacGrath       | 1:46.4 | 1     | $134 000   |
| 18 | 4 oktober 2008    | Tattersalls Stakes                     | The Red Mile | Paul MacDonell | Brent MacGrath       | 1:47.4 | 1     | $293 000   |
| 19 | 25 oktober 2008   | Messenger Stakes                       | Yonkers      | Paul MacDonell | Brent MacGrath       | 1:52.1 | 1     | $650 000   |
| 20 | 15 november 2008  | Ontario Sire Stakes                    | Woodbine     | Paul MacDonell | Brent MacGrath       | 1:50.3 | 1     | $300 000   |
| 21 | 29 november 2008  | Breeders Crown 3YO Colt & Gelding Pace | Meadowlands  | Paul MacDonell | Brent MacGrath       | 1:48.3 | 1     | $500 000   |